# Трощицы
Трощицы (бел. Трошчы́цы) — деревня в Кореличском районе Гродненской области Белоруссии. Входит в состав Жуховичского сельсовета. Располагается на реке Уша. Относится к медучреждениям городского поселка Мир (до него 8 километров).

## География

### Гидрография
Река Уша.

## Этимология
В 2008 году уточнены наименования сельских населённых пунктов Кореличского района — деревня Трощицы (бел. вёска Трошчыцы).

## История
До 23 июля 1979 года деревня входила в состав Ушанского сельсовета.

## Население

### Численность
- 2019 год — 62 жителей

### Динамика
- 2019 год — 62 жителей

## Экономика
- Керамический завод

## Достопримечательность
- Церковь Рождества Богородицы (XIX век)